# Syzygium dempoense
Syzygium dempoense là một loài thực vật có hoa trong Họ Đào kim nương. Loài này được (Greves) Govaerts mô tả khoa học đầu tiên năm 2008.